# Stojan Deltsjev
Stojan Deltsjev (Plovdiv, 3 juli 1959) is een Bulgaars turner. 
Deltsjev nam als zeventienjarige deel aan de Olympische Zomerspelen 1976. In 1978 won Deltsjev op de wereldkampioenschappen de bronzen medaille aan de rekstok en op het paard voltige. Deltsjev behaalde zijn grootste successen tijdens de Olympische Zomerspelen 1980 in Moskou met de gouden medaille aan de rekstok en de bronzen medaille in de landenwedstrijd.
Deltsjev heeft tegenwoordig een turnschool in Reno (Nevada).

## Resultaten

### Olympische Zomerspelen
| Jaar | Plaats   | Resultaten                                                                                          |
| ---- | -------- | --------------------------------------------------------------------------------------------------- |
| 1976 | Montreal | 12e in de landenwedstrijd                                                                           |
| 1980 | Moskou   | aan de rekstok in de meerkamp 5e in de landenwedstrijd 5e op sporng 5e aan de brug 5e aan de ringen |

### Wereldkampioenschappen turnen
| Jaar | Plaats      | Resultaten                                                                                            |
| ---- | ----------- | --- |
| 1978 | Straatsburg | op het paard voltige · aan de rekstok · 12e in de landenwedstrijd · 8e in de meerkamp · 5e op vloer   |
| 1979 | Fort Worth  | 9e in de landenwedstrijd 4e aan de rekstok 5e op het paard voltige 5e aan de ringen 8e in de meerkamp |
| 1981 | Moskou      | 10e in de landenwedstrijd 17e in de meerkamp                                                          |

1896: Hermann Weingärtner ·
1904: Anton Heida, Edward Hennig ·
1924: Leon Štukelj ·
1928: Georges Miez ·
1932: Dallas Bixler ·
1936: Aleksanteri Saarvala ·
1948: Josef Stalder ·
1952: Jack Günthard ·
1956: Takashi Ono ·
1960: Takashi Ono ·
1964: Boris Sjachlin ·
1968: Akinori Nakayama, Mikhail Voronin ·
1972: Mitsuo Tsukahara ·
1976: Mitsuo Tsukahara ·
1980: Stojan Deltsjev ·
1984: Shinji Morisue ·
1988: Vladimir Artemov, Valery Ljoekin ·
1992: Trent Dimas ·
1996: Andreas Wecker ·
2000: Aleksej Nemov ·
2004: Igor Cassina ·
2008: Zou Kai ·
2012: Epke Zonderland ·
2016: Fabian Hambüchen ·
2020: Daiki Hashimoto · 
2024: Shinnosuke Oka